# Сорокин, Алексей Фёдорович
Алексе́й Фёдорович Соро́кин (1795—1869) — русский военный инженер, участник русско-турецкой войны 1828—1829 годов, комендант Свеаборга в Крымскую войну, и комендант Санкт-Петербургской крепости.

## Биография
Родился 12 февраля 1795 года, сын унтер-офицера. Воспитывался во 2-м кадетском корпусе, по окончании курса которого вступил в военную службу кондуктором 2-го класса в инженерный корпус. Произведённый в 1815 году в прапорщики, Сорокин был оставлен при инженерном департаменте. Здесь служебная карьера его продвигалась очень быстро, так что спустя 12 лет он был подполковником гвардейских инженеров и в 1827 году получил Орден Почётного легиона за составление «чертежей» для инженеров французской службы.
По объявлении в 1828 году войны Турции, Сорокин был прикомандирован к гвардейскому корпусу, с которым и совершил всю кампанию, причём под крепостью Варной сначала участвовал в осадных работах, а затем, откомандированный на южную сторону крепости по поручению генерал-адъютанта Бистрома, усилил русскую оборонительную позицию несколькими новыми укреплениями. За отличие при осаде Варны Сорокин бы награждён орденом Святой Анны 2-й степени.
В 1829 году на Сорокина было возложено заведование траншейными работами при осаде крепости Силистрии с самого начала её обложения. Здесь он повёл дело быстро и умело, чем очень много способствовал взятию крепости. Заведуя траншейными работами, он в то же время неоднократно принимал участие в рекогносцировках и схватках с турками. Во время одного из таких дел Сорокин был ранен осколком гранаты в голову и контужен в руку и ногу. За отличие под Силистрией Сорокин был произведён в чин полковника и награждён 4 июля 1829 года орденом Святого Георгия 4-й степени (№ 4274 по кавалерскому списку Григоровича — Степанова).
По окончании войны Сорокин возвратился в Петербург и здесь занял должность начальника чертёжной мастерской инженерного департамента. Однако вскоре ему опять пришлось отправиться на театр военных действий — началось Польское восстание и Сорокин был командирован в действующую армию. Участвуя в нескольких делах с польскими инсургентами, он особенно отличился в сражении под Остроленкой, когда под выстрелами польских батарей восстановил мост через реку Нарев, и во время штурма Варшавы. За первое дело он был награждён орденом Святого Владимира 4-й степени с бантом, а за второе — золотой шпагой с надписью «за храбрость». Возвратившись после взятия Варшавы в Петербург, Сорокин до самой Венгерской кампании продолжал состоять начальником чертёжной мастерской инженерного департамента, причём в 1837 году был произведён в генерал-майоры, а в 1848 году — в генерал-лейтенанты. В следующем 1849 году был объявлен поход в Венгрию, и Сорокин получил новое назначение — начальником инженеров действующей армии. Он тотчас же отправился в главный штаб армии и принял участие в первом большом сражении с венграми под Вайценом. Затем он участвовал в сражении при местечке Тисафюред, под Дебреценом и в некоторых других, но особенно отличился при переправах через реку Тису, через которую в течение всей кампании устроил три переправы: одну на понтонах, для другой построил три специальных моста и третью тоже на понтонах. Все эти переправы были устроены под выстрелами неприятельской артиллерии. За отличие в Венгерском походе Сорокин был награждён золотой, украшенной алмазами, шпагой с надписью за «храбрость».

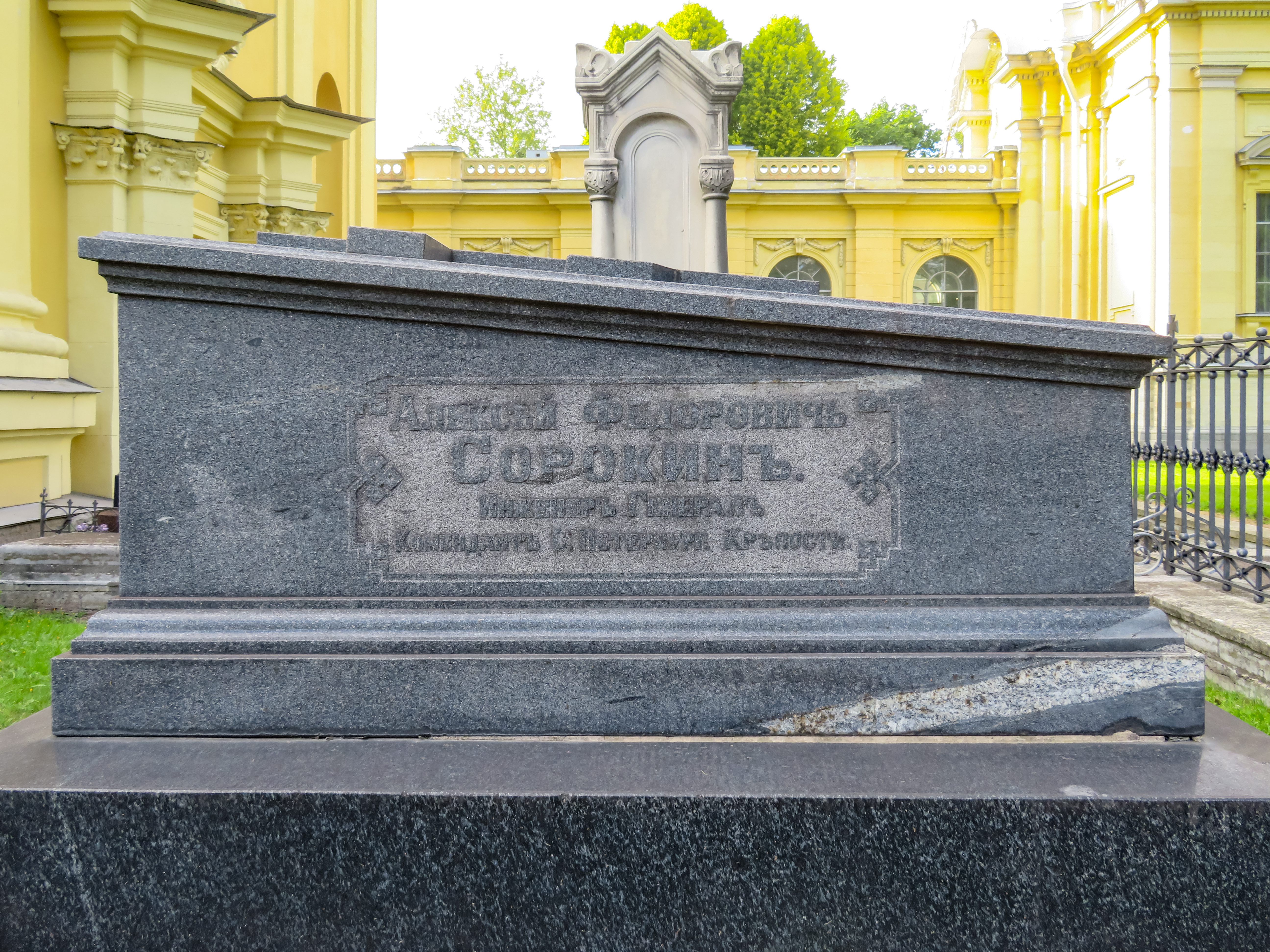
Надгробный камень А.Ф. Сорокина

Назначенный по окончании Венгерской кампании вице-директором инженерного департамента, Сорокин занимал эту должность около пяти лет. Когда в 1854 году выяснилась возможность англо-французского нападения на Балтийские берега, Сорокин был назначен временным комендантом Свеаборгской крепости и в этой должности отстоял Свеаборг при бомбардировке его союзным флотом. По окончании войны Сорокин продолжал оставаться Свеаборгским комендантом до 1859 года, когда был назначен членом Военного совета. Два года спустя он был назначен исправляющим должность коменданта Санкт-Петербургской крепости и в 1862 году утверждён в этой должности с оставлением членом Военного совета. В чин инженер-генерала Сорокин был произведён в 1865 году. За свою более чем пятидесятилетнюю службу в офицерских чинах он получил все ордена до ордена Святого Александра Невского включительно и имел много иностранных орденов. Скончался 22 февраля 1869 года, похоронен в Санкт-Петербурге в (Петропавловской крепости) на Комендантском кладбище

## Источник
- Русский биографический словарь: В 25 т. / под наблюдением А. А. Половцова. 1896—1918.
- Степанов В. С., Григорович П. И. В память столетнего юбилея императорского Военного ордена Святого великомученика и Победоносца Георгия. (1769—1869). — СПб., 1869.